# دروازه حضرت امام
دروازهٔ حضرت امام (به‌تاجیکی: дарвозаи ҳазрати имом به ازبکی: Hazrati Imom darvozasi) یک دروازه-دژ است که در جای اصلی‌اش در بخارا بازسازی شده‌است. این دروازه نخستین بار در سدهٔ شانزدهم، در زمان پادشاهی شیبانیان، در پایتخت آن زمان خانات بخارا در شمال دیوار-دژ بخارا ساخته‌شد.
دروازه با دیوار شهر که در کنار آن جای داشت، زیر فرمانروایی شوروی در ۱۷ مه ۱۹۳۹ به بهانهٔ «پیشگیری از رفت‌وآمد عادی در شهر» ویران شدند. همچنین یکی از ۴ دروازه‌ای‌ست که پس از ویرانی، با همان ساختار و ریختار پیشین بازسازی شده‌است. این بازسازی به سال ۲۰۰۹ یا ۲۰۱۲ برمی‌گردد و در خیابان ابوحفص کبیر انجام شده‌است.
دروازه در نزدیکی آرامگاهی به همین نام ساخته شده و نام خود را از همان گرفته‌است. میان مردم بخارا این باور بود که در روز رستاخیز مردگان، درهای بهشت از بخارا، از زیر دست پیشوایی که به نیازمندان کمک می‌کند، باز می‌شود. بخارییان باورمند بودند که امام بزرگوار ابوحفص کبیر که «ایشان حاجت‌برآرام» (برآورندهٔ حاجت) نیز نامیده می‌شود، می‌تواند به نیازمندان کمک کند.
این سازه معماری در «فهرست ملی املاک و مستغلات میراث فرهنگی مادی ازبکستان» گنجانده شده‌است.